# Чернушки (остановочный пункт)
Чернушки — остановочный пункт Московского региона Октябрьской железной дороги на линии Бологое — Дно. Расположена около автомобильной дороги 19К-42 Валдай - Боровичи.

## Пассажирское сообщение
Останавливаются пригородные поезда Старая Русса — Едрово и Старая Русса — Бологое. Пассажирский поезд Москва — Псков (фирменный) и Ласточка Старая Русса - Санкт-Петербург на ней не останавливаются.